# Aéroport international Zvartnots
Pour les articles homonymes, voir Zvartnots (homonymie) et EVN.
L’aéroport international Zvartnots, code IATA : EVN • code OACI : UDYZ, (en arménien Զվարթնոց միջազգային օդակայան) est un aéroport arménien, situé à 12 km à l'ouest de la capitale, Erevan. C'est le premier aéroport du pays.
Le nom Zvartnots vient de l'arménien Zvart (զվարթ) qui signifie « joyeux ». Ce nom signifie donc l'endroit où l'on devient joyeux.

## Situation géographique
L'aéroport se situe sur le territoire de la commune de Parakar, petite ville située à une dizaine de kilomètres d'Erevan, capitale de l'Arménie. Il est construit dans la grande plaine de l'Ararat, un des rares endroits d'Arménie à être plat et à moins de 1 000 mètres d'altitude.
| \| 20 km1:4 496 000 \| Erevan · Zvartnots Gyumri · Shirak |
| 20 km1:4 496 000                                          |

## Fréquentation
En 2006, la fréquentation est de 1 125 698 passagers, soit une hausse de 1,3 % par rapport à 2005. L'année suivante, la fréquentation passe à 1 387 002 passagers, soit une hausse de 23,2 % par rapport à l'année précédente. 10 000 tonnes de marchandises ont transité par l'aéroport qui a vu un total de 7 953 décollages et atterrissages.
En 2008, l'aéroport enregistre 1 469 690 passagers, 10 774 tonnes de fret pour un total cumulé 8 624 vols. Durant la décennie suivante, le développement du tourisme et la croissance dans le pays permettent un doublement du nombre de passagers et de la quantité de marchandises. Ainsi en 2019, 3 048 859 passagers fréquentent l'aéroport et ce sont 19 511 tonnes de marchandises qui y transitent.

### En graphique
Le graphique qui aurait dû être présenté ici ne peut pas être affiché car il utilise l'ancienne extension Graph, désactivée pour des questions de sécurité. Des indications pour créer un nouveau graphique avec la nouvelle extension Chart sont disponibles ici.

Voir la requête brute et les sources sur Wikidata.

### En tableau
| Année | Total passagers | Passagers au départ | Passagers à l'arrivée | Total fret | Exportations | Importations | Mouvements (départs et arrivées) |
| ----- | --------------- | ------------------- | --------------------- | ---------- | ------------ | ------------ | -------------------------------- |
| 2019  | 3 048 859       | 1 473 019           | 1 575 840             | 19 511 t   | 12 755 t     | 6 756 t      | 13 260                           |
| 2018  | 2 690 727       | 1 318 344           | 1 372 383             | 18 069 t   | 12 010 t     | 6 059 t      | 11 580                           |
| 2016  | 2 105 540       | 1 048 153           | 1 057 387             | 18 269 t   | 13 784 t     | 4 485 t      | 9 266                            |
| 2015  | 1 879 667       | 944 373             | 935 294               | 10 123 t   | 6 607 t      | 3 516 t      | 9 012                            |
| 2014  | 2 045 058       | 1 019 765           | 1 025 293             | 10 345 t   | 6 450 t      | 3 895 t      | 10 409                           |
| 2013  | 1 691 710       | 830 000             | 861 710               | 10 361 t   | 6 109 t      | 4 252 t      | 8 721                            |
| 2012  | 1 691 815       | 845 700             | 846 115               | 12 251 t   | 6 687 t      | 5 564 t      | 10 392                           |
| 2011  | 1 600 891       | 807 953             | 792 944               | 10 014 t   | 4 741 t      | 5 273 t      | 9 858                            |
| 2010  | 1 612 016       | 816 866             | 795 150               | 8 800 t    | 3 300 t      | 5 500 t      | 9 783                            |
| 2009  | 1 447 397       | 729 835             | 717 562               | 8 400 t    | 3 100 t      | 5 200 t      | 8 699                            |
| 2008  | 1 480 000       | 751 310             | 628 690               | 10 774 t   | 4 000 t      | 6 700 t      | 8 624                            |
| 2007  | 1 387 002       | 698 614             | 688 388               | 10 004 t   | 3 515 t      | 6 489 t      | 7 953                            |
| 2006  | 1 125 698       | 562 825             | 562 873               | 9 276 t    | 4 080 t      | 5 196 t      | 6 746                            |
| 2005  | 1 111 400       | 546 000             | 547 400               | 9 119 t    | 3 701 t      | 5 418 t      | 6 897                            |

## Histoire

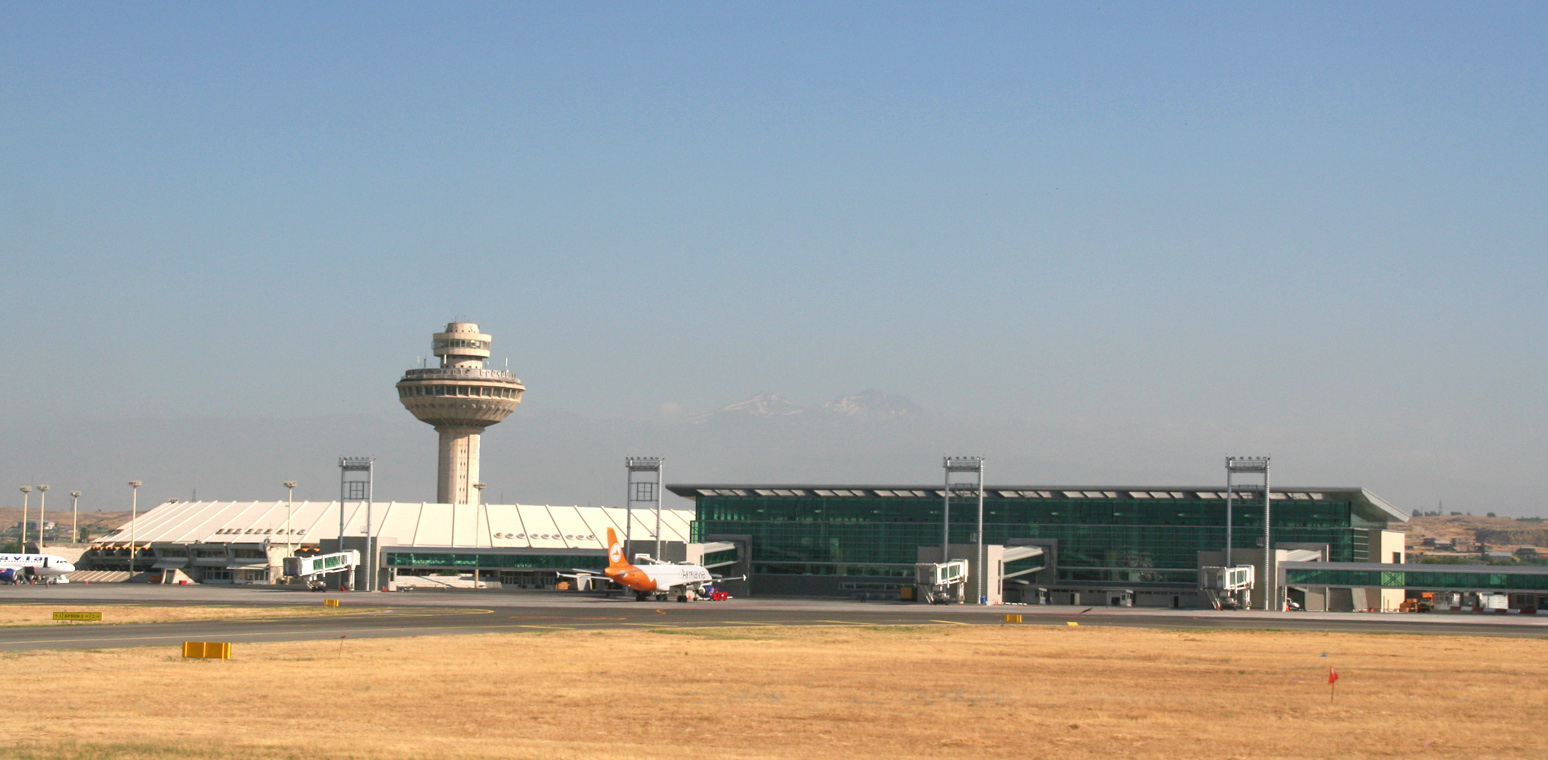
Vue de l'aéroport depuis les pistes.

L'aéroport est inauguré en 1961 au moment où l'Union soviétique veut rapprocher ses républiques de Moscou à l'aide de l'aviation. L'objectif de l'aéroport Zvartnots est clair : opérer sur le territoire de l'Union soviétique.
En 1985, des travaux de modernisation et d'agrandissement sont effectués.
L'architecture du bâtiment - assez typique de l'architecture soviétique des années 1960 - s'appuie sur celle de la cathédrale du VIIe siècle de Zvartnots avec sa tour de contrôle centrale et le reste du bâtiment s'enroulant autour.
En juin 2002, la République d'Arménie cède la gestion de l'aéroport à la société argentine Corporation America dirigée par l'argentino-arménien Eduardo Eurnekian. La signature eut lieu six mois avant. Dès lors, des travaux de rénovation en profondeur débutent : réfection des pistes, restauration du terminal VIP et surtout construction d'un nouveau terminal dont les travaux se sont achevés en 2011 pour un coût total de 160 000 000 de dollars.
En 2003, débute la construction d'une nouvelle aérogare. En septembre 2006, la nouvelle aire d'arrivée est ouverte au public en remplacement de celle de l'ancienne aérogare. Le 25 mai 2007, est inauguré le hall d'embarquement. En octobre 2008, débute la construction d'un bâtiment adjacent destiné à accueillir les départs. Il est inauguré le 16 septembre 2011.
L'ancienne aérogare, fermée depuis 2011, voit sa structure fortement affaiblie, dont des failles dans le béton de la tour de contrôle. Des discussions sont en cours quant à l'avenir de l'ancienne aérogare, qui devrait être conservée, voire inscrite dans la liste des monuments historiques en raison de son architecture imposante.
Alors que la Russie assure aux côtés de l'Arménie la protection des frontières au poste de contrôle de Zvartnots depuis 1992, les autorités arméniennes demande le retrait de ces forces russes le premier mars 2024. Cela est effectif le 31 juillet 2024. Cela a lieu dans un contexte de sentiment de la part de l'Arménie de ne plus sentir la Russie comme un partenaire fiable.

## Les aérogares

### Aérogare 1
Il s'agit de l'aéroport originel. Les départs s'effectuaient dans un hall étroit et tout en longueur (arrondi autour de la tour de contrôle).
L'arrivée se faisait jusqu'en septembre 2006 par un tunnel bas et sombre qui menait au sous-sol de la tour de contrôle. L'espace était amplement suffisant sous l'ère soviétique, mais les contrôles de passeports et autres guichets de visas obligeaient à trouver une solution plus permanente que le réaménagement.
Même s'il a complètement été restauré à partir de 2002, à cause de son exiguïté, il ne correspondait pas aux normes internationales et fut peu à peu abandonné pour le nouveau terminal. Le transfert des zones d'arrivées vers le nouveau terminal 2 a lieu en septembre 2006, celui des halls d'embarquement en mai 2007 et finalement, en totalité en septembre 2011.

### Aérogare 2

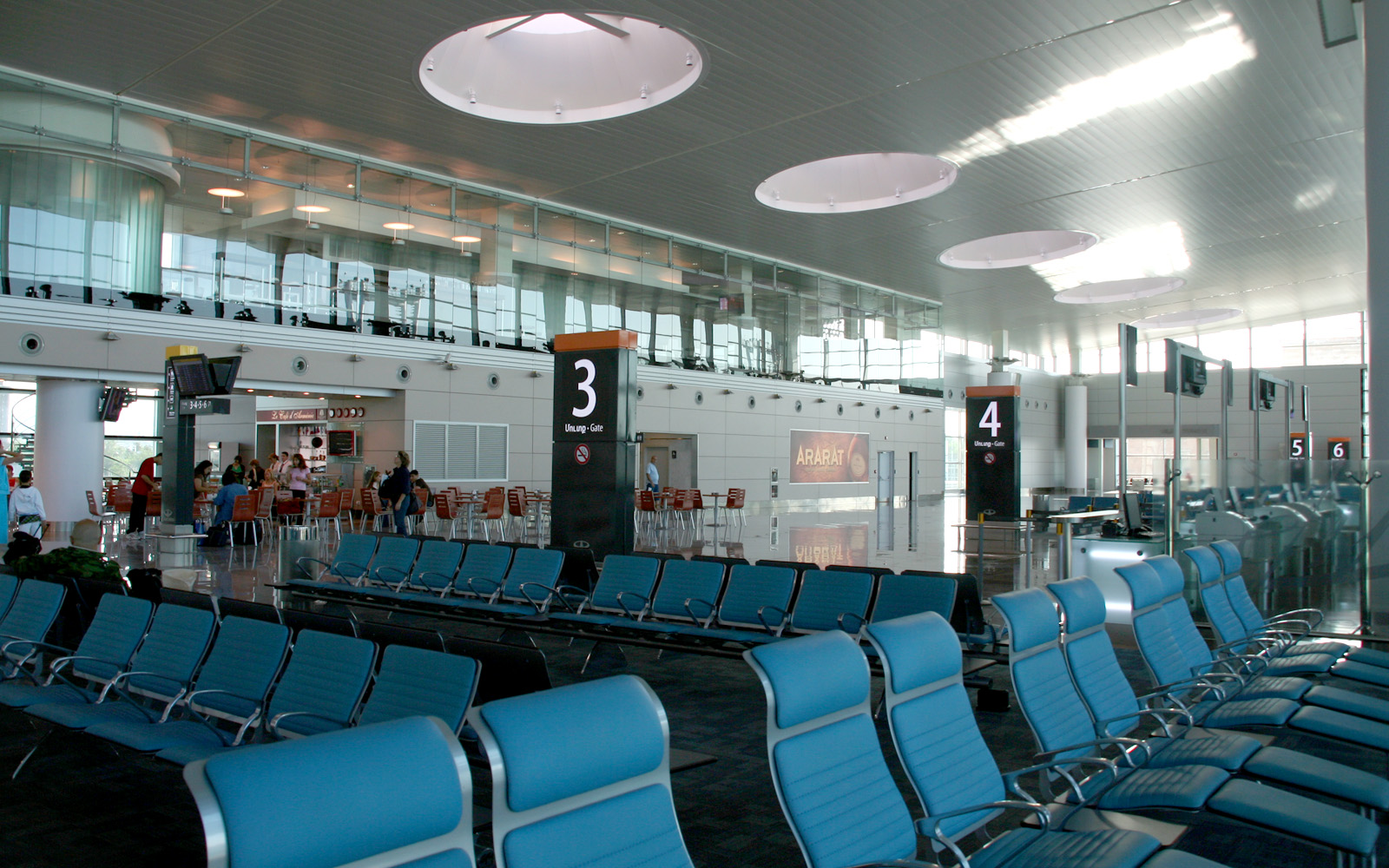
Hall d'embarquement.

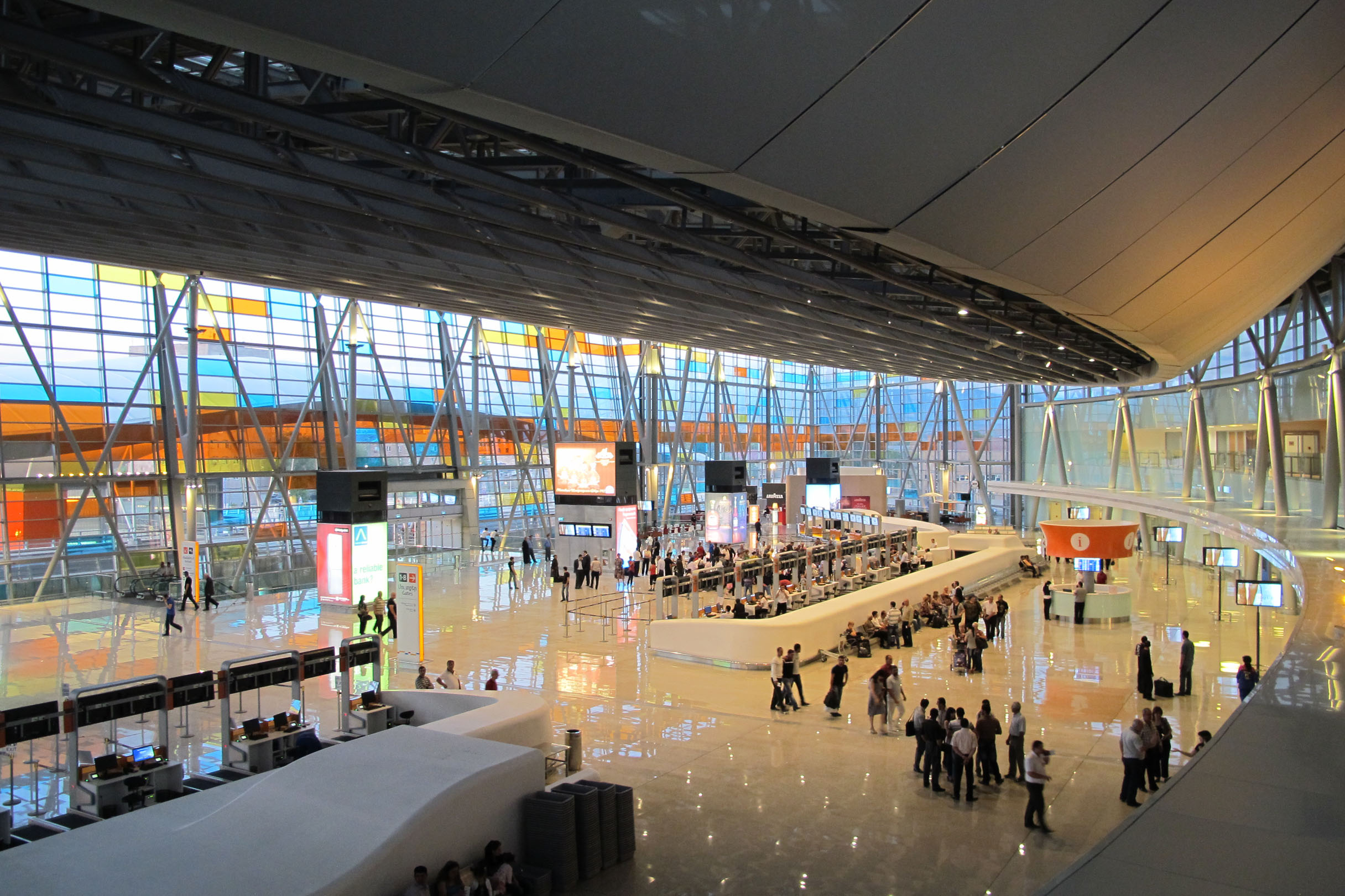
Hall des départs.

Derrière un mur de verre ouvert sur les pistes, se trouvent près de 10 000 m2 d'espace ouvert avec cafés, boutiques et salles d'attente, le tout sous un plafond de 8 mètres.
Occupant une superficie de 34 000 m2, il abrite la zone d'arrivées au rez-de-chaussée et celui des enregistrements et des départs au premier étage. Les quarante-six guichets d'enregistrements, remplaçant les vingt-et-un de l'ancienne aérogare, sont équipés de la technologie informatique CUTE ; la capacité d'accueil est passée d'1,1 million de passagers à trois millions. Un nouveau parking de 20 000 m2 de 800 places est également construit, ce qui pousse le nombre de places de l'aéroport à plus de 1500, et les accès routiers à l'aéroport modifiés. Le nouveau terminal peut accueillir des avions de code ICAO 4E tels des Boeings 747, Airbus A340, Tupolev 154, etc.
La nouvelle aérogare possède 8 portes d'embarquement dont 5 passerelles télescopiques, un accès wi-fi, plusieurs duty-free et restaurants, un salon Première Classe au dernier étage, 3 tapis à bagages.

### Aérogare VIP
Le bâtiment servit un temps d'aéroport après la chute du communisme, l'aérogare principal coûtant trop cher à exploiter. Il fut complètement restauré et sert aujourd'hui à l'accueil des personnalités importantes.

## Accès à l’aéroport
- En voiture : l'autoroute M1 2x2 voies passant par plusieurs banlieues relie la route 2x2 voies qui va jusqu'à l'aéroport.
- En bus : les lignes 108 et 201 mènent au centre-ville. Depuis 2017, un nouveau service de minibus relie l'aéroport à la place de la République pour 300 drams[17].
- En taxi : à la sortie du hall d'arrivées, seule la compagnie de taxi Aerotaxi est autorisé à transporter des passagers.

Le 3 novembre 2011, le projet d'une extension du réseau routier ainsi que de la ligne 1 du métro d'Erevan jusqu'à l'aéroport est validé par le gouvernement. Le prolongement du métro doit permettre de mieux desservir le nouvel aéroport ; le coût des travaux est estimé à 25 millions de dollars et la durée des travaux à trois ans.
À l'aéroport, près de 1 500 places de parking sont disponibles, dont 800 dans le parking de trois étages du nouveau terminal de 2011.

## Compagnies aériennes et destinations
| Compagnies           | Destinations |
| -------------------- | --- |
| Aegean Airlines      | Athènes E.-Venizélos En saison : Héraklion-N. Kazantzákis, Larnaca, Rhodes-Diagoras |
| Aeroflot             | Krasnodar-Pashkovsky, Mineralniye Vody, Moscou Chérémétiévo, Rostov-sur-le-Don/Platov, Saint-Pétersbourg-Poulkovo, Iékaterinbourg-Koltsovo |
| Air Arabia           | Charjah En saison : Abou Dabi |
| Air Arabia Egypt     | En saison : Charm el-Cheikh |
| airBaltic            | En saison: Riga |
| Air Cairo            | Charm el-Cheikh En saison : Hurghada |
| Air France           | Paris-Charles de Gaulle |
| Air Montenegro       | En saison charter: Tivat |
| Aircompany Armenia   | - Hurghada, - Krasnodar-Pashkovsky, - Mineralniye Vody, - Moscou Chérémétiévo, - Moscou-Vnoukovo, - Tbilissi-C. Roustavéli, - Tel Aviv - Ben Gourion, - Voronej (en) En saison : Bagdad, Beyrouth-Rafic Hariri, Rostov-sur-le-Don/Platov, Téhéran-Imam-Khomeini, Iékaterinbourg-Koltsovo |
| Albawings            | En saison Charter : Tirana-Mère-Teresa |
| ALROSA               | En saison : Moscou-Domodédovo |
| Austrian Airlines    | Vienne-Schwechat |
| Azimuth              | Kaluga (Grabtsevo) (en), Krasnodar-Pashkovsky, Rostov-sur-le-Don/Platov, Oufa En saison : Sotchi-Adler |
| Belavia              | Minsk |
| Brussels Airlines    | Bruxelles-National |
| Condor               | Francfort |
| Eurowings            | Cologne/Bonn-K. Adenauer |
| flydubai             | Dubaï |
| FlyEgypt             | En saison Charter : Hurghada, Charm el-Cheikh |
| FlyErbil             | Bagdad, Erbil |
| FlyOne Armenia       | - Istanbul, - Koutaïssi-David-IV, - Krasnodar-Pashkovsky, - Lyon-Saint-Exupéry, - Moscou-Vnoukovo, - Nice-Côte d'Azur, - Tbilissi-C. Roustavéli, - Téhéran-Imam-Khomeini En saison: Paris-Charles de Gaulle                                                                              |
| Georgian Airways     | Tbilissi-C. Roustavéli En saison : Barcelone-El Prat, Batoumi-A. Kartveli, Larnaca |
| IrAero               | Sotchi-Adler |
| LOT Polish Airlines  | Varsovie-Chopin |
| Lufthansa            | Francfort |
| Middle East Airlines | Beyrouth-Rafic Hariri |
| NordStar             | Moscou-Domodédovo |
| Nordwind Airlines    | - Krasnodar-Pashkovsky, - Moscou Chérémétiévo, - Nijni Novgorod-Strigino, - Rostov-sur-le-Don/Platov, - Saint-Pétersbourg-Poulkovo, - Vladikavkaz (ru), - Volgograd (ex-Stalingrad), - Iékaterinbourg-Koltsovo En saison : Samara-Kouroumotch                                            |
| Nouvelair            | En saison Charter : Monastir |
| Pegas Fly            | - Krasnodar-Pashkovsky, - Mineralniye Vody, - Moscou Chérémétiévo, - Nijni Novgorod-Strigino, - Perm, - Rostov-sur-le-Don/Platov, - Saint-Pétersbourg-Poulkovo, - Samara-Kouroumotch, - Saratov, - Sotchi-Adler, Stavropol (en), Oufa, - Volgograd (ex-Stalingrad), Voronej (en)         |
| Qatar Airways        | Doha-Hamad |
| Red Wings Airlines   | Moscou-Domodédovo |
| Rossiya Airlines     | Saint-Pétersbourg-Poulkovo |
| S7 Airlines          | - Astrakhan-Narimanovo, - Belgorod, - Krasnodar-Pashkovsky, - Mineralniye Vody, - Moscou-Domodédovo, - Novossibirsk-Tolmatchevo, - Rostov-sur-le-Don/Platov, - Sotchi-Adler, - Volgograd (ex-Stalingrad)                                                                                 |
| SCAT Airlines        | Aktaou En saison : Noursoultan |
| Smartavia            | Moscou-Domodédovo |
| Somon Air            | En saison charter: Douchanbé |
| SpiceJet             | En saison charter: Amritsar-Guru-Ram-Das, Belgrade-Nikola-Tesla, Delhi-Indira Gandhi, Tirana-Mère-Teresa |
| Transavia France     | En saison : Marseille-Provence, Paris-Orly |
| Ural Airlines        | - Krasnodar-Pashkovsky, - Krasnoïarsk-Iémélianovo, - Moscou-Domodédovo, - Moscou-Vnoukovo, - Nalchik (en), - Rostov-sur-le-Don/Platov, - Saint-Pétersbourg-Poulkovo, - Samara-Kouroumotch, - Sotchi-Adler, - Volgograd (ex-Stalingrad), - Iékaterinbourg-Koltsovo En saison : Anapa      |
| Utair                | Moscou-Vnoukovo En saison : Sourgout |
| Wizz Air             | Abou Dabi,, Larnaca, Vienne-Schwechat, Vilnius |

Édité le 04/10/2020  Actualisé le 06/09/2021

## Cargo
| Compagnies aériennes           | Destinations |
| ------------------------------ | ------------ |
| Air Armenia                    | Francfort    |
| Coyne Airlines                 | Tbilissi     |
| Ukraine International Airlines | Kiev         |

## Galerie

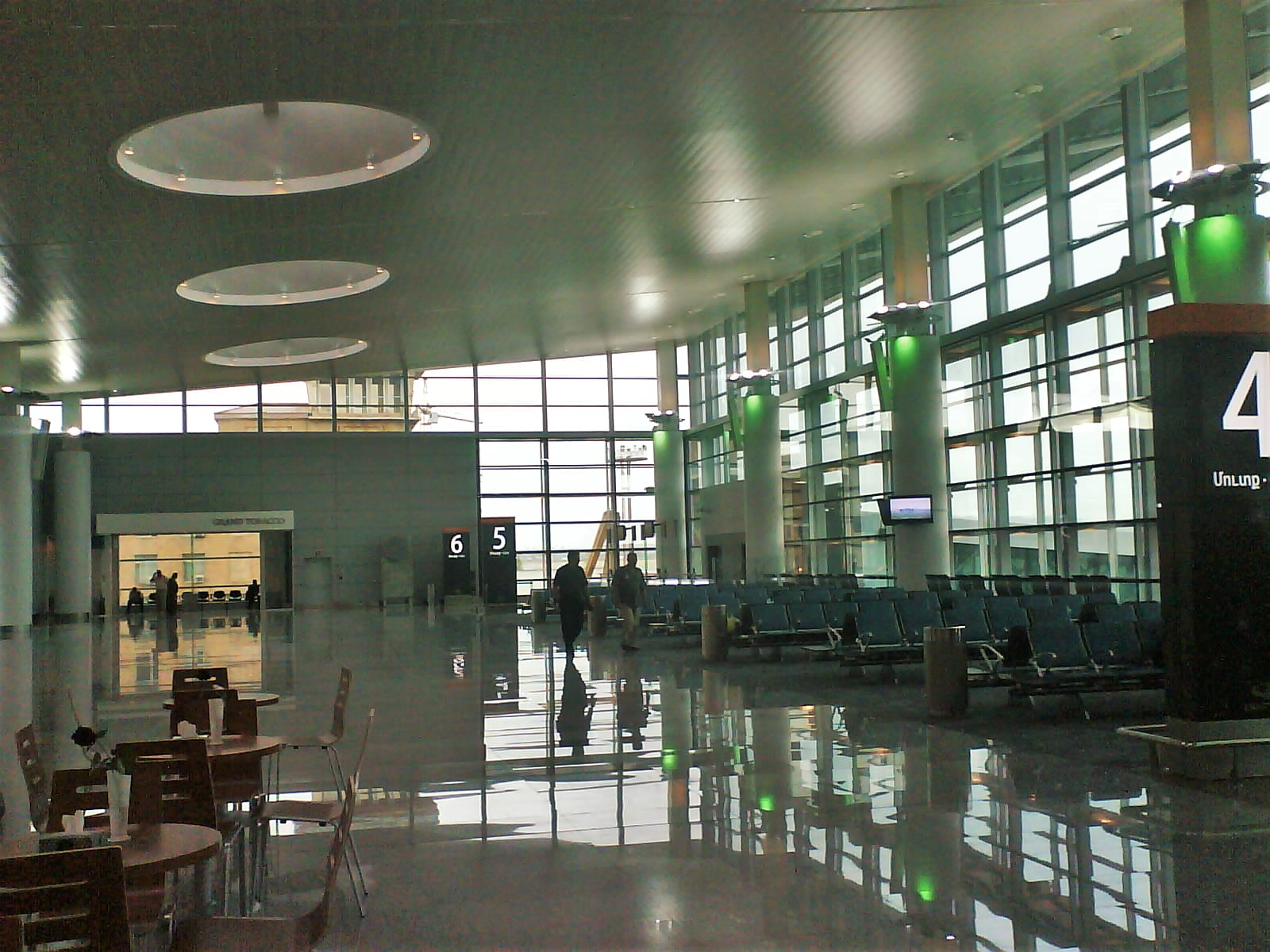
Zone d'embarquement.
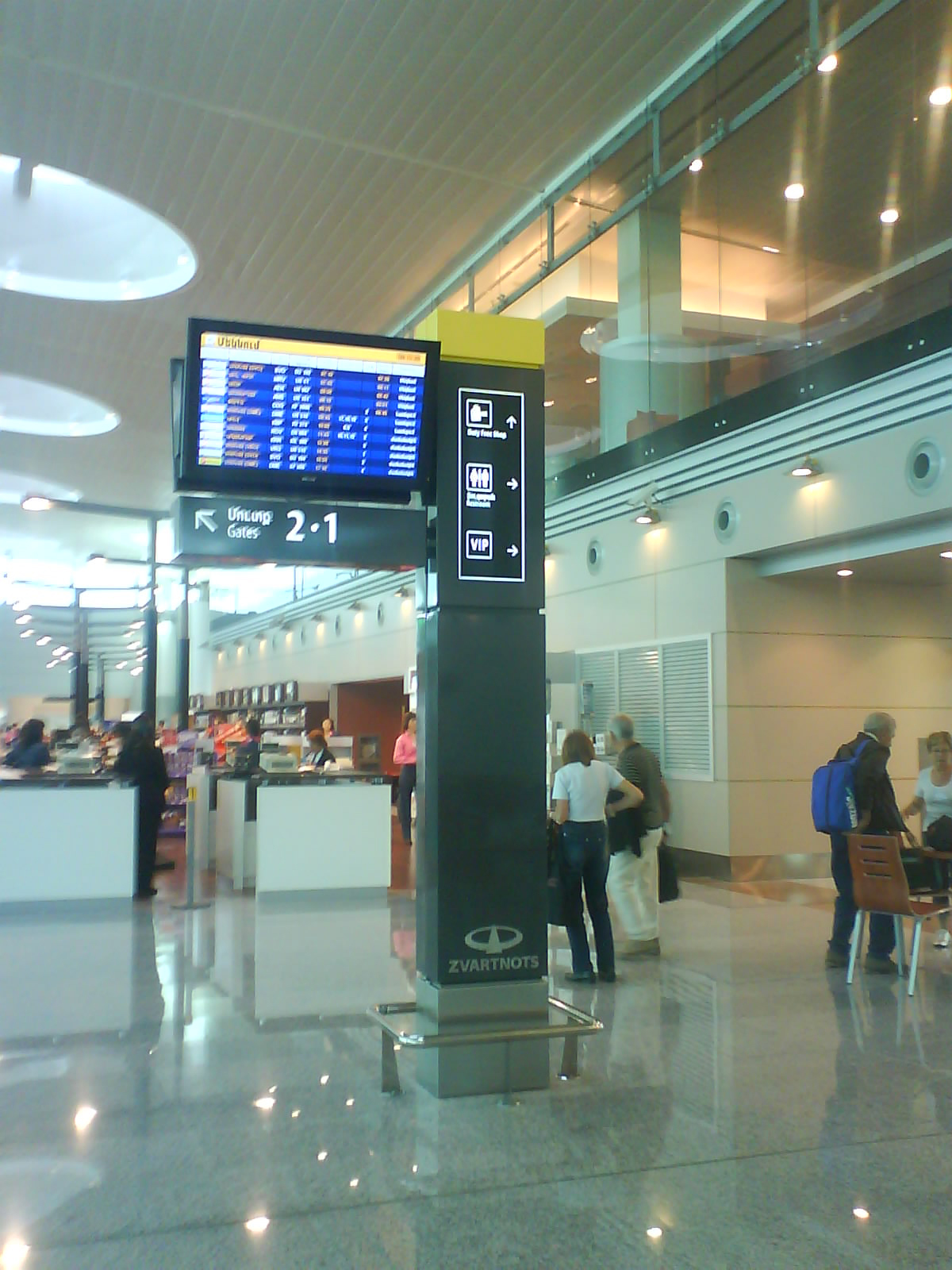
Zone d'embarquement.
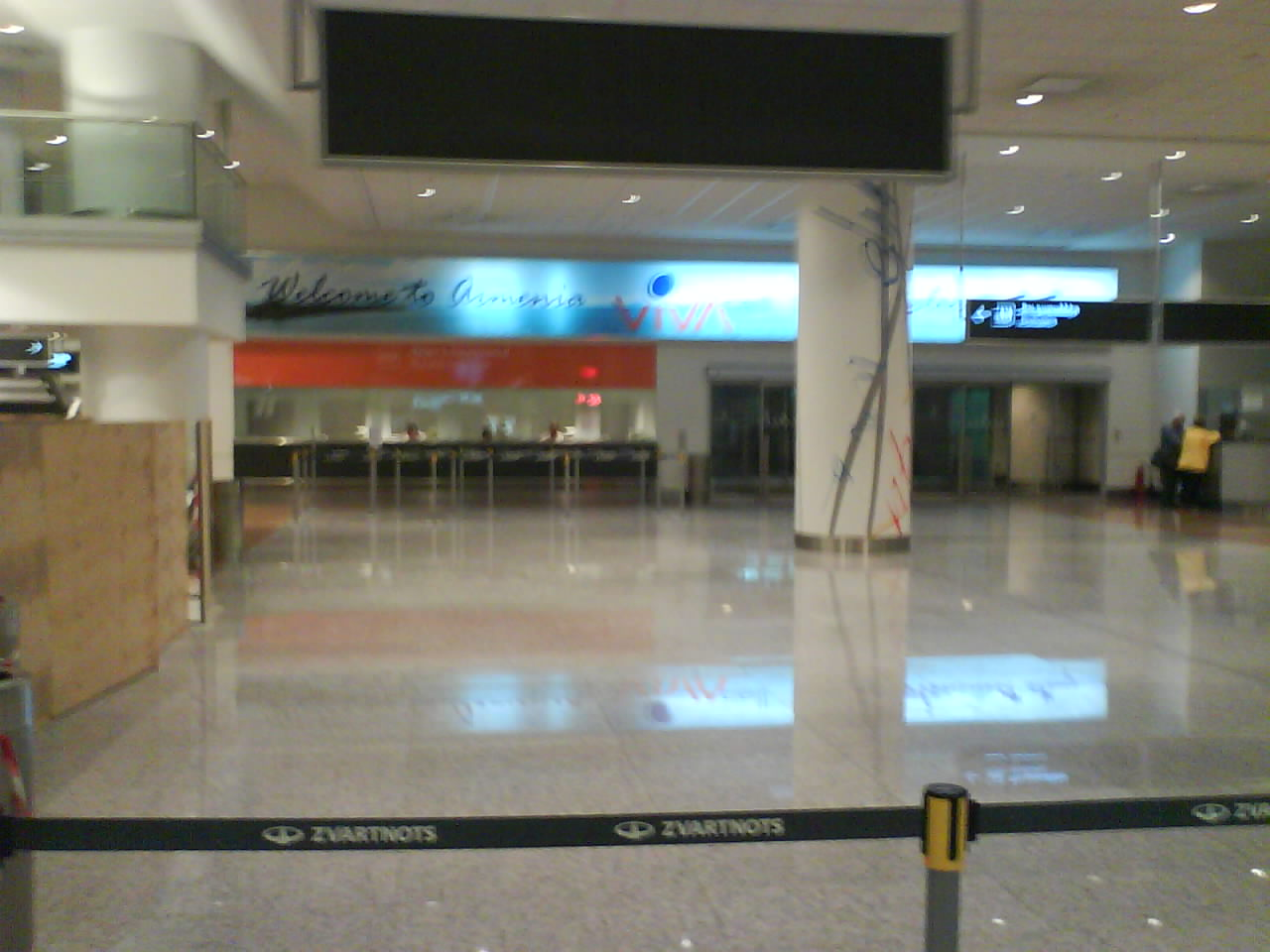
Zone d'arrivée.
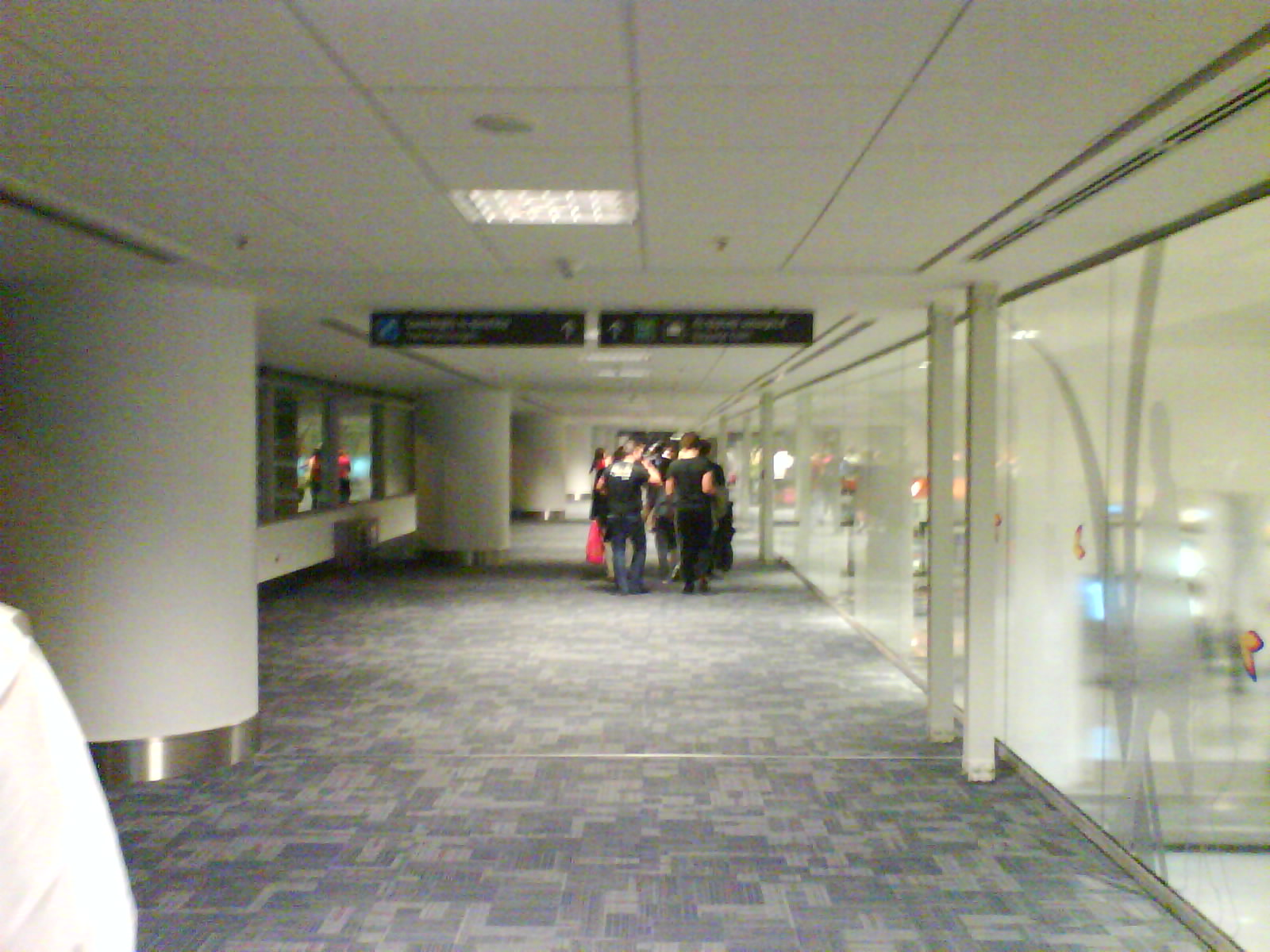
Zone d'arrivée.
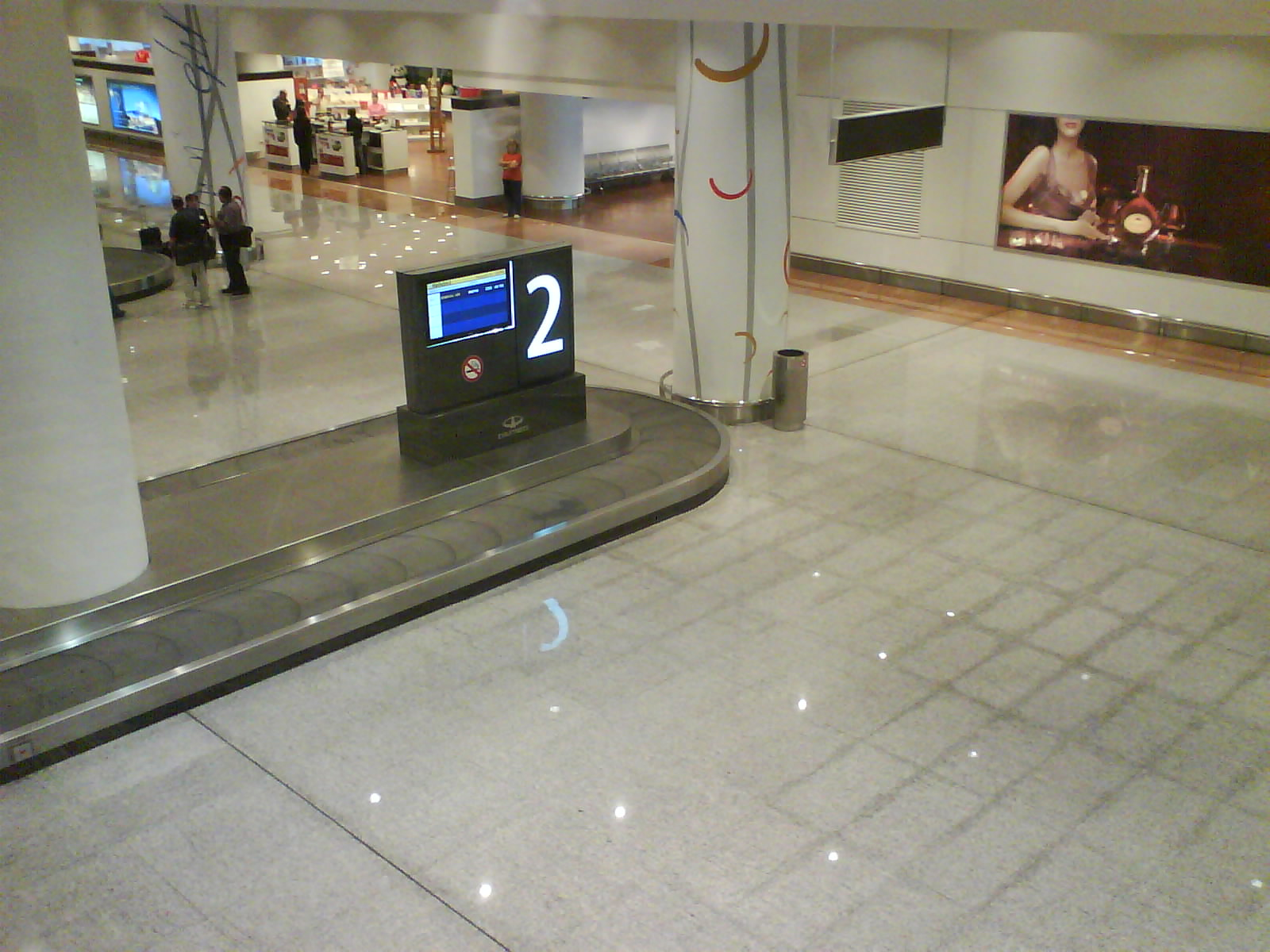
Arrivées / bagages.